# Заборонені ігри
«Заборонені ігри» (фр. Jeux interdits) — фільм Рене Клемана, що вийшов у 1952 році. Екранізація роману Франсуа Буає «Таємні ігри» (фр. Les jeux inconnus, 1947). Лауреат головного приза Венеційського кінофестивалю «Золотий лев» і премії «Оскар» як найкращий фільм іноземною мовою.

## Сюжет
Під час окупації Франції під час Другої світової війні Полетт зі своїми батьками тікають з Парижа. Батьки та її улюблене цуценя гинуть під час авіанальоту на колону біженців.
Полетт зустрічає сина селянина Мішеля Долле, який приводить її у свій дім. Батьки погоджуються залишити дівчинку в сім'ї.
Мішель і Полетт ховають цуценя в старому млині, де потім влаштовують тваринний цвинтар, для якого Мішель викрадає хрести з катафалка батька, цвинтара і навіть намагається вкрасти хрест з вівтаря церкви, але священик зупиняє його.
Сім'я Долле ворогує з сусідами Гуар. Брат Мішеля Жорж помирає від удару копит коня. Франціс Гуар дезертує з фронту і зустрічається з сестрою Мішеля Бертою таємно від батьків.
Коли батько під час похоронів Жоржа помічає пропажу хрестів з катафалка, Мішель звинувачує в цьому сусідів.
Сім'я Долле приходить на цвинтар для прикраси могили Жоржа і бачать відсутність хреста. У люті Долле-батько ламає хрест на могилі Гуар-матері. Гуар-батько б'ється з ним, але священик розповідає про Мішеля.
Мішель втікає з будинку. За Полетт приїжджають жандарми. Мішель обіцяє віддати усі хрести, якщо Полетт залишиться в сім'ї. Але Долле-батько віддає Полетт жандармам. Мішель викидає усі хрести в річку.
Жандарми відвозять Полетт в табір біженців під егідою Червоного Хреста.

## В ролях
| Актор           | Роль                        |
| --------------- | --------------------------- |
| Жорж Пужулі     | Мішель Долле                |
| Бріжит Фоссі    | Полетт                      |
| Амедеї          | Франціс Гуар                |
| Лоранс Баді     | Берта Долле                 |
| Сюзанна Курталь | мадам Долле                 |
| Люсьєн Юбер     | батько Долле                |
| Жак Марен       | Жорж Долле                  |
| Мадлен Барбюле  | монахиня з Червоного Хреста |

## Нагороди
- 1952 — Золотий лев Венеційського кінофестивалю.
- 1952 — Премія «Оскар» за найкращий фільм іноземною мовою.
- 1952 — Приз Спільноти кінокритиків Нью-Йорка (NYFCC) за найкращий фільм іноземною мовою.
- 1954 — Премія БАФТА за найкращий фільм.

## Факти
- Музичні теми у фільмі аранжовані і виконані іспанським гітаристом Нарсісо Єпесом[1].
- Спочатку французький продюсер Робер Дорфман[fr] планував випустити фільм, що складається з трьох новел, знятих різними режисерами, проте через фінансові труднощі була знята тільки новела «Заборонені ігри» (у березні-квітні 1951), з якої згодом було вирішено зробити повнометражний фільм. Щоб довести новелу до повного метра, знімальній групі довелося дознімати частину матеріалу (вересень 1952). За рік діти, що грають головні ролі, встигли підрости, а деякі пейзажі змінилися, але завдяки майстерності Рене Клемана і його команди глядачі нічого не помітили[1].